# شيم غروس
شيم غروس (بالإنجليزية: Chaim Gross)‏ هو رسام أمريكي، ولد في 17 مارس 1904 في كولوميا في أوكرانيا، وتوفي في 5 مايو 1991 بسبب نوبة قلبية.

## وصلات خارجية
- شيم غروس على موقع أوليمبيديا (الإنجليزية)

- شيم غروس على موقع الموسوعة البريطانية (الإنجليزية)